# ژان باتیست فرانسوا پومپلیه
ژان باتیست فرانسوا پومپلیه (انگلیسی: Jean-Baptiste Pompallier; ۱۱ دسامبر ۱۸۰۱ – ۲۱ دسامبر ۱۸۷۱) کشیش کلیسای کاتولیک اهل فرانسه بود. اولین اسقف کاتولیک رومی در نیوزیلند بود و به همراه کشیشان و برادران فرقه انجمن مری (ماریست)، کلیسای کاتولیک رومی را در سراسر کشور سازماندهی کرد.